# Котяковка
Котяковка — деревня в Вешкаймском районе Ульяновской области России. Входит в состав Вешкаймского городского поселения.

## География
Деревня находится в северо-западной части Ульяновской области, в лесостепной зоне, в пределах Приволжской возвышенности, на берегах реки Барыш, на расстоянии примерно 9 километров (по прямой) к юго-востоку от Вешкаймы, административного центра района. Абсолютная высота — 144 метра над уровнем моря.
Климат
Климат характеризуется как умеренно континентальный, с тёплым летом и умеренно холодной зимой. Средняя температура воздуха самого тёплого месяца (июля) — 20,4 °C (абсолютный максимум — 38 °C); самого холодного (января) — −14 °C (абсолютный минимум — −48 °C). Среднегодовое количество атмосферных осадков составляет 395—521 мм. Снежный покров образуется в конце ноября и держится в течение 128 дней.
Часовой пояс
Деревня Котяковка, как и вся Ульяновская область, находится в часовой зоне МСК+1. Смещение применяемого времени относительно UTC составляет +4:00.

## История
Котяковка на Барыше отпочковалась от Котякова на Суре (ныне с. Котяково Сурского района) после 1670 года.
В 1859 г. в помещичьей Котяковке было 32 двора и 321 житель, церковный приход находился в с. Соплёвка (ныне Красный Бор).
В 1864 году открылась школа, но в 1870 г. закрылась. В 1873–1885-х гг. школа здесь, по словам И. Н. Ульянова, помещалась «особенно дурно».
В 1904 г. у котяковского помещика Н.С. Фёдорова в деревне действовал завод рысистых лошадей (40 кобыл и 4 жеребёнка).
Местные жители активно участвовали в революционных событиях 1905–1907-х гг.
В 1910 г. в деревне – 107 дворов и 638 жителей.
В 1913 г. в Котяковке были 126 дворов и 601 житель, школа, церковный приход находился в церкви с. Соплёвка (Красный Бор).
В 1926 г. в деревне – 146 дворов и 811 жителей, школа первой ступени и фельдшерский пункт, в 1931 г. – 162 двора (890 человек).
В Великой Отечественной войне погибли или пропали без вести более 80 сельских жителей.
Деревня входит в ООО «Основа», 20 человек производят и реализуют минеральную воду.

## Население
| 2010 |
| ---- |
| 90   |

Национальный состав
Согласно результатам переписи 2002 года, в национальной структуре населения русские составляли 98 % из 113 чел.

## Известные уроженцы
Романов Евгений Михайлович (род. 1948) — советский и российский деятель науки, доктор сельскохозяйственных наук, профессор. Ректор Марийского государственного технического университета / Поволжского государственного технологического университета (2005―2017), председатель Совета ректоров вузов Республики Марий Эл (2014―2016). Почётный работник высшего профессионального образования Российской Федерации. Заслуженный деятель науки Российской Федерации (2007). Лауреат Государственной премии Республики Марий Эл (1999). Член КПСС, член партии «Единая Россия».